# دل پندس
دل پندس (به اسپانیایی: La Bisbal del Panadés) یک منطقهٔ مسکونی در اسپانیا است که در بایکس پنس واقع شده‌است. دل پندس ۳۲٫۵ کیلومتر مربع مساحت دارد ۱۸۹ متر بالاتر از سطح دریا واقع شده‌است.